# ديخ-تاو
ديخ-تاو (بالروسية: Дыхтау) (بkrc: Дых тау)‏
```
هو جبل يقع في 
قبردينو - بلقاريا
 في روسيا، وتقع قمته على بعد 5 كيلومتر من حدود 
جورجيا
 الشمالية، وهو ثاني أعلى جبل من 
جبال القوقاز
 بعد جبل 
إلبروس
، وهو ثاني أعلى جبل في 
أوروبا
.
[
1
]
```